# Ананино (деревня, Бабаевский район)
Ана́нино — деревня в Бабаевском районе Вологодской области России.
Входит в состав Пожарского сельского поселения, с точки зрения административно-территориального деления — в Пожарский сельсовет.
Расположена на берегах реки Лабокша. Расстояние по автодороге до районного центра Бабаево — 75 км, до центра муниципального образования деревни Пожара — 5 км. Ближайшие населённые пункты — Комарово, Огрызово, Чуниково.
По переписи 2002 года население — 48 человек (24 мужчины, 24 женщины). Преобладающая национальность — русские (98 %).